# Four Seasons Hotel Denver
Four Seasons Hotel and Private Residence Denver (zkráceně Four Seasons Hotel Denver) je mrakodrap v Denveru ve státě Colorado. S 45 patry a výškou 172 m je 4. nejvyšší budovou ve městě. Byl navržen firmou Carney Architects/HKS a jeho výstavba probíhala v letech 2007–2010. Budova disponuje prostory o celkové výměře 71 209 m2, většinu zabírají hotelové a bytové prostory. Náklady na výstavbu byly přibližně 350 milionů dolarů, což z budovy dělá nejdražší budovu v soukromém vlastnictví ve městě.